# سول کاپلان
سول کاپلان (انگلیسی: Sol Kaplan؛ ۱۹ آوریل ۱۹۱۹ – ۱۴ نوامبر ۱۹۹۰) یک آهنگ‌ساز اهل ایالات متحده آمریکا بود.

## فیلم‌شناسی
- قلب رازگو (۱۹۴۱)
- داستان‌های منهتن (۱۹۴۲)
- Hollow Triumph (۱۹۴۸)
- Port of New York (۱۹۴۹)
- Trapped (۱۹۴۹)
- The Secret of Convict Lake (۱۹۵۱)
- I'd Climb the Highest Mountain (۱۹۵۱)
- Diplomatic Courier (۱۹۵۲)
- کانگورو (۱۹۵۲)
- مقصد گوبی (۱۹۵۳)
- Treasure of the Golden Condor (۱۹۵۳)
- نیاگارا (۱۹۵۳)
- تایتانیک (۱۹۵۳)
- نمک زمین (۱۹۵۴)
- The Victors (۱۹۶۳)
- The Young Lovers (۱۹۶۴)
- جاسوس جنگ سرد (۱۹۶۵)
- جودیت (۱۹۶۶)
- زندگی آزاد (۱۹۷۲)
- Lies My Father Told Me (۱۹۷۵)
- Over the Edge (۱۹۷۹)